# .fm
.fm је највиши Интернет домен државних кодова (ccTLD) за Федералне Државе Микронезије, државу у Океанији.
Користи се и за радио-станице и музичке сајтове, а најпознатији је Last.fm